# .uk
.uk är den nationella toppdomänen för Storbritannien (United Kingdom) och administreras av Nominet UK. I mars 2012 fanns det 10 miljoner registrerade .uk-domäner. Bara .com, .net och .de har fler registrerade domäner. I regel tillåts inte domäner att registreras direkt under .uk, utan måste ligga under en underdomän.

## Underdomäner
- .ac.uk - Universitet och lärda samfund.
- .co.uk - Företag
- .gov.uk - Regering och myndigheter
- .me.uk - Privata
- .mod.uk - Storbritanniens försvarsministeriums allmänna sidor
- .net.uk - ISPs och nätverksföretag
- .nic.uk - Nätverksanvändning endast
- .nhs.uk - National Health Service (den offentliga sjukvården) institutioner
- .org.uk - Ideella föreningar
- .police.uk - Storbritanniens polis
- .sch.uk - skolor (undervisar barn upp till 16 år)

Det finns ett fåtal organisationer och statliga myndigheter direkt under .uk, till exempel parliament.uk och police.uk.